# フェニックス諸島保護地域

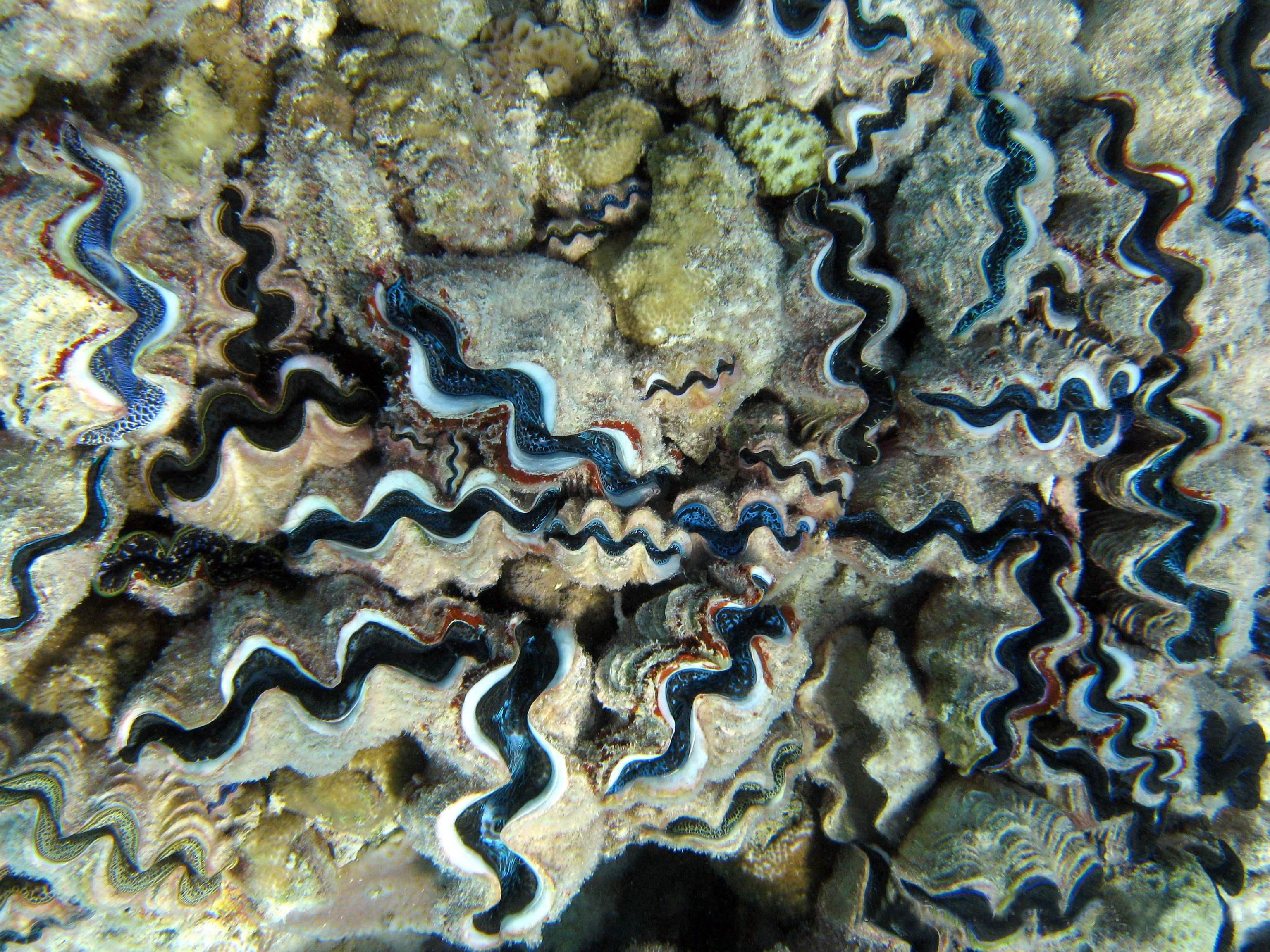
オロナ島のラグーンで見られるシャコガイの仲間

フェニックス諸島保護地域（フェニックスしょとうほごちいき、Phoenix Islands Protected Area、PIPA）は太平洋中部の国キリバスのフェニックス諸島に設定された保護区で、その面積408,250 km2 (157,630 sq mi)は日本の国土面積（約38万 km2）を凌駕し、同じ太平洋にあるパパハナウモクアケア（アメリカ合衆国の世界遺産）などとともに世界最大級の海洋保護区となっている。2010年にキリバスの世界遺産第１号となった。40万km2を超えるその総面積は同国の排他的経済水域のおよそ11.34 % にあたるが、陸地の面積は25 km2 (9.7 sq mi)に過ぎない。

## 保護の歴史と管理
キリバス当局は、自然保護に関する非政府組織であるコンサベーション・インターナショナルおよびニューイングランド水族館とともにフェニックス諸島保護地域保全トラスト（the Phoenix Island Protected Area Conservation Trust、PIPA Trust）を形成した。
この海洋保護区の価値を維持するために必要な保護・管理の要件は、暫定管理策やその後に承認された管理計画に反映されている。他方で保護地域の管理者たちは、彼らが許諾している漁獲量について非難されている。

## 自然的価値

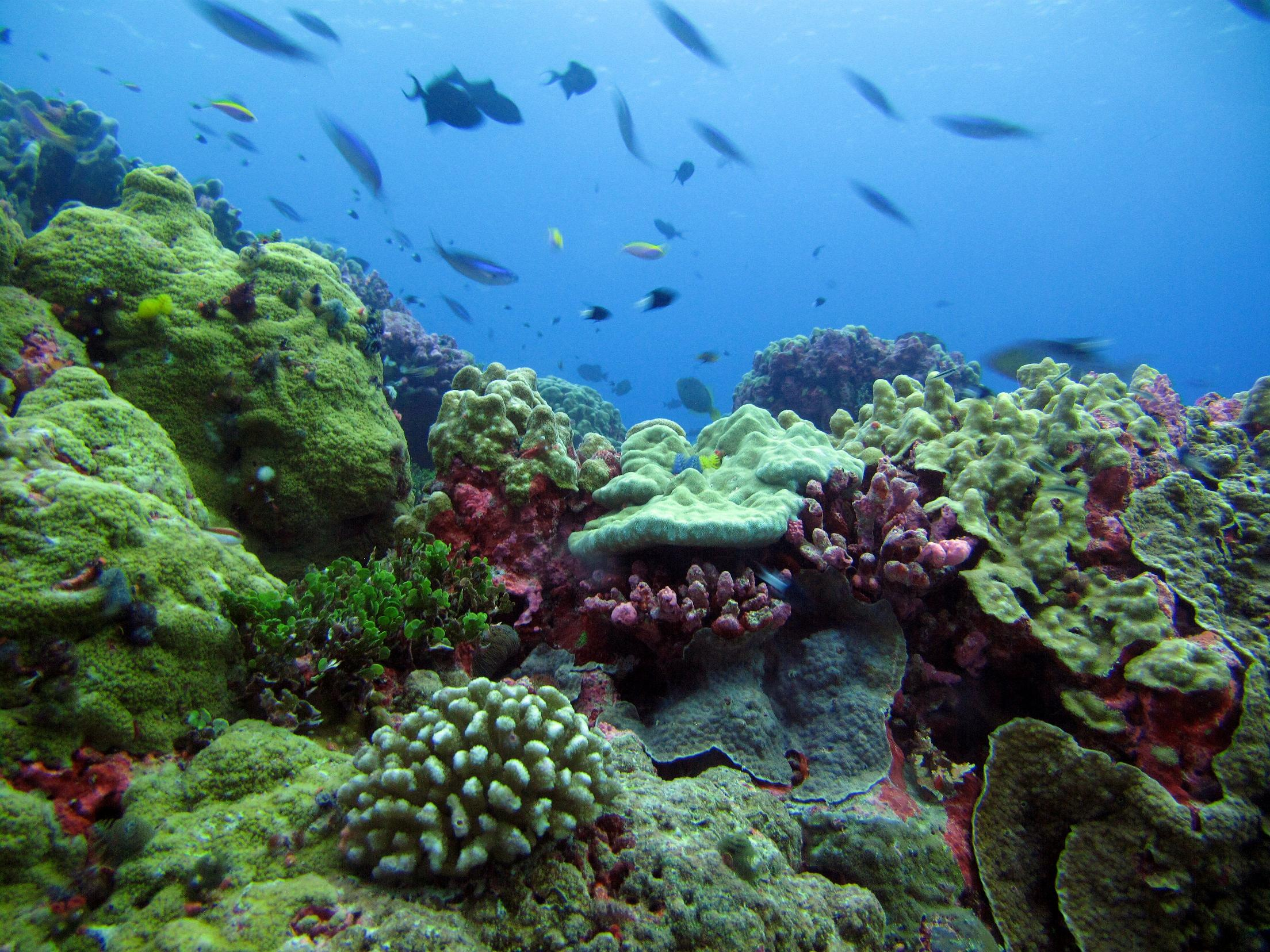
PIPAはサンゴ礁とともに手付かずのサンゴ島の生態系が残されている、地球上でも稀有な場所である。

PIPAには514種のリーフフィッシュが生息し、そこで発見された新種も含まれる。サンゴは約200種、海棲哺乳類は18種を数える。一帯は世界で最も大規模なサンゴ礁群島生態系の1つで、少なくとも14ヶ所の海山（海底火山）が域内に存在する。よく見られる動物は頂点捕食者のサメおよびカンムリブダイを含むブダイ科、メガネモチノウオ、ニザダイ科、ハタ、オニイトマキエイなどの魚類のほか、ウミガメ、海鳥、サンゴ、オオシャコガイ、ヤシガニ、イルカなどが挙げられる。
PIPAの8つの島々のうち5島は、バードライフ・インターナショナルによって重要野鳥生息地とされている。島々には19種の海鳥が生息し、ほかにもオーストラリアやニュージーランドから渡ってきたミズナギドリやウミツバメなどの通り道にもなっている。特徴的な鳥としては、絶滅の恐れのある固有種のムナオビシロハラミズナギドリ（Pterodroma alba）が挙げられる。確認されている鳥類は44種に及ぶ。

## 島の生態系の回復

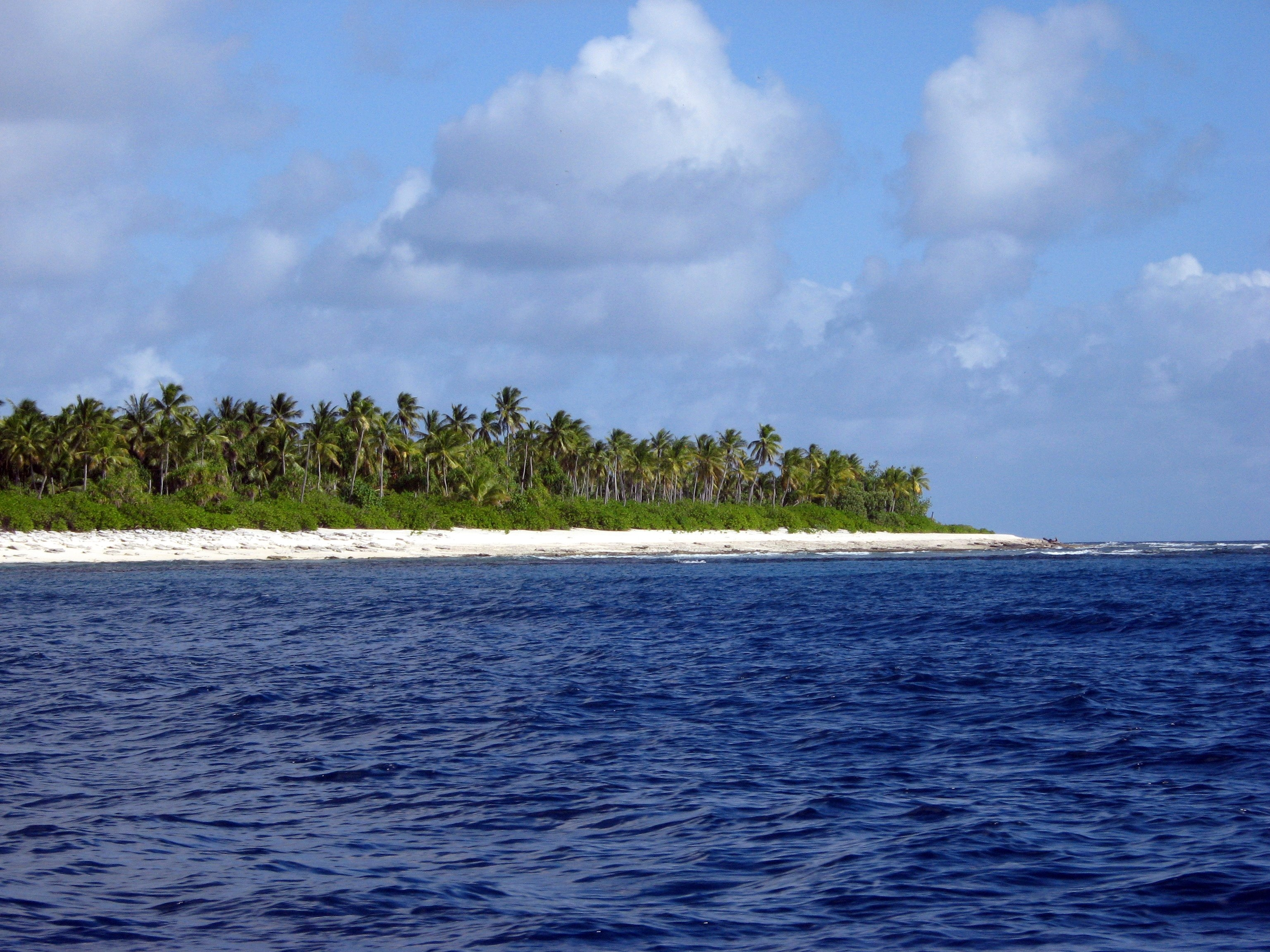
PIPAにおける回復目標には、鳥の個体数を激減させたオロナ島からの外来種のネコの根絶が含まれる。

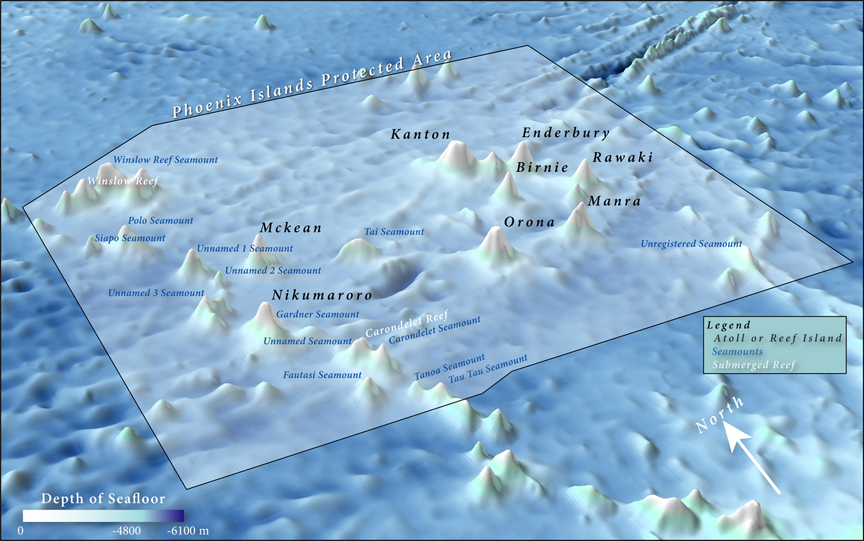
PIPAは地球規模で見ても重要なポリネシア/ミクロネシア・ホットスポットに位置し、ほとんどは無人のサンゴ島群である。

島には侵略的な外来種が存在しており、その有害な影響としては、土着の動植物を抹殺してしまうことを挙げることができる。それは、卵や幼い個体を損なうことや、外来植物がほかの植物に取って代わり、生態系を変貌させることで起こる。入ってきた動植物には、太平洋の他の島やアジアに由来するネズミのほか、ネコ、イヌ、アナウサギ、ブタ、アリ、中南米原産のランタナなどが含まれる。
フェニックス諸島では1960年代に動植物についての包括的な調査が行われて以来、同種の調査は長らく行われてこなかったが、有害な外来生物の侵入の規模および生態系回復の可能性を確定するための新たな調査が、2006年に実施された。その調査の結果、害獣（特にラワキ島の野生化したウサギとマッキーン島のネズミ）をPIPAから取り除くべき事が決定された。2002年ごろにはアジア産のネズミがマッキーン島にコロニーを形成していたが、その時期は明らかにあるトロール漁船が島に難破した時期と重なる。2006年の調査において、ウミツバメたちのかつての豊かな個体数を実質的に激減させたものは、そうしたネズミによる捕食だったことが明らかになった。一方、ラワキ島のウサギは、鳥たちにとって必要な資源を取り合ったり、全般的に損なわせるとともに、巣を踏み潰していたのである。
PIPAの島々での生物多様性回復の第一歩として、2008年半ばにラワキ島とマッキーン島でウサギとネズミの掃討作戦が行われた。2009年11月から12月の科学者たちによる調査では、撲滅プログラムが順調であることが示された。プログラム実施に対する植物や鳥たちの反応は顕著なもので、科学者たちは過去10年間では初めて、マッキーン島の海鳥たちが営巣に成功したことを見出した。同じ頃、ラワキ島では植生の回復のおかげで、ハイイロアジサシのような鳥たちが、島じゅうで営巣に適した場所を見つけられるようになった。グンカンドリも、回復した植生の上に営巣している。プロジェクトでは、これらの回復のための努力が、固有種のミズナギドリのような他の重要な鳥たちの個体数の回復にも寄与することが期待されている。2011年7月には、エンダーベリー島とバーニー島の外来種のネズミを標的とした、第2次撲滅作戦が首尾よく実行された。

### 経済活動
カントン島以外に定住者は無く、商業的な漁業に対する制約（マグロ漁を規制するナウル協定など）も厳しい。また、2010年代初頭の時点では定期交通路も存在せず、観光客が立ち寄ることも難しい。

## 世界遺産
2009年1月30日に、フェニックス諸島保護地域の世界遺産推薦書が世界遺産センターに提出された。これは、2000年に世界遺産条約締約国となったキリバスにとって、最初の推薦であった。
2010年8月1日に第34回世界遺産委員会（ブラジリア）にて、PIPAの世界遺産リスト登録が正式に決議された。日本でも、世界最大の海洋保護地域としばしば紹介されている。

### 登録名
世界遺産としての正式登録名は、英語: Phoenix Islands Protected Area、フランス語: Aire protégée des îles Phoenixである。その日本語訳は以下のように若干の揺れがある。
- フェニックス諸島保護地域 - 日本ユネスコ協会連盟ほか[5][6][9][14][16][17][18]
- フェニックス諸島保護区域 - ブリタニカ国際大百科事典[19]
- フェニックス諸島保護区 - 古田陽久・古田真美[13]

### 登録基準
この世界遺産は世界遺産登録基準のうち、以下の条件を満たし、登録された（以下の基準は世界遺産センター公表の登録基準からの翻訳、引用である）。
- (7) ひときわすぐれた自然美及び美的な重要性をもつ最高の自然現象または地域を含むもの。
- (9) 陸上、淡水、沿岸および海洋生態系と動植物群集の進化と発達において進行しつつある重要な生態学的、生物学的プロセスを示す顕著な見本であるもの。